# Ставорен
Ставорен (нід. Stavoren, нід. вимова: [ˈstaːvərə(n)]) — місто в нідерландській провінції Фрисландія на узбережжі штучного прісного озера Ейсселмер. Входить до муніципалітету Південно-Західна Фрисландія. Його населення станом на 2017 рік складало 950 осіб.

## Клімат
| Клімат Ставорена (середні за 1991−2020, екстремуми від 1990 року) | Клімат Ставорена (середні за 1991−2020, екстремуми від 1990 року) | Клімат Ставорена (середні за 1991−2020, екстремуми від 1990 року) | Клімат Ставорена (середні за 1991−2020, екстремуми від 1990 року) | Клімат Ставорена (середні за 1991−2020, екстремуми від 1990 року) | Клімат Ставорена (середні за 1991−2020, екстремуми від 1990 року) | Клімат Ставорена (середні за 1991−2020, екстремуми від 1990 року) | Клімат Ставорена (середні за 1991−2020, екстремуми від 1990 року) | Клімат Ставорена (середні за 1991−2020, екстремуми від 1990 року) | Клімат Ставорена (середні за 1991−2020, екстремуми від 1990 року) | Клімат Ставорена (середні за 1991−2020, екстремуми від 1990 року) | Клімат Ставорена (середні за 1991−2020, екстремуми від 1990 року) | Клімат Ставорена (середні за 1991−2020, екстремуми від 1990 року) | Клімат Ставорена (середні за 1991−2020, екстремуми від 1990 року) |
| Показник                                                          | Січ.                                                              | Лют.                                                              | Бер.                                                              | Квіт.                                                             | Трав.                                                             | Черв.                                                             | Лип.                                                              | Серп.                                                             | Вер.                                                              | Жовт.                                                             | Лист.                                                             | Груд.                                                             | Рік                                                               |
| Абсолютний максимум, °C                                           | 12,4                                                              | 16,2                                                              | 20,8                                                              | 26,2                                                              | 30,1                                                              | 31,8                                                              | 36,1                                                              | 32,6                                                              | 30,7                                                              | 24,3                                                              | 18,5                                                              | 13,3                                                              |                                                                   |
| Середній максимум, °C                                             | 4,9                                                               | 5,4                                                               | 8,6                                                               | 12,9                                                              | 16,6                                                              | 19,0                                                              | 21,4                                                              | 21,4                                                              | 18,2                                                              | 13,7                                                              | 9,0                                                               | 5,8                                                               | 13,1                                                              |
| Середня температура, °C                                           | 3,1                                                               | 3,2                                                               | 5,7                                                               | 9,2                                                               | 12,8                                                              | 15,6                                                              | 17,9                                                              | 18,0                                                              | 15,0                                                              | 11,1                                                              | 7,1                                                               | 3,9                                                               | 10,2                                                              |
| Середній мінімум, °C                                              | 1,0                                                               | 0,9                                                               | 2,8                                                               | 5,4                                                               | 9,0                                                               | 12,1                                                              | 14,4                                                              | 14,4                                                              | 11,7                                                              | 8,2                                                               | 4,8                                                               | 1,8                                                               | 7,2                                                               |
| Абсолютний мінімум, °C                                            | −15,8                                                             | −20,3                                                             | −18,9                                                             | −5,6                                                              | 0,0                                                               | 4,5                                                               | 7,3                                                               | 6,1                                                               | 3,7                                                               | −4,2                                                              | −7,7                                                              | −10,5                                                             |                                                                   |
| Середня кількість сонячних годин на місяць                        | 72,6                                                              | 100,0                                                             | 156,4                                                             | 213,8                                                             | 242,4                                                             | 229,5                                                             | 236,6                                                             | 216,6                                                             | 165,1                                                             | 123,9                                                             | 69,3                                                              | 62,8                                                              | 1889,0                                                            |
| Норма опадів, мм                                                  | 65.9                                                              | 51.3                                                              | 46.7                                                              | 36.7                                                              | 49.5                                                              | 56.5                                                              | 65.9                                                              | 90.5                                                              | 76.2                                                              | 79.2                                                              | 67.7                                                              | 69.1                                                              | 755.2                                                             |
| Вологість повітря, %                                              | 90.6                                                              | 88.9                                                              | 85.6                                                              | 81.0                                                              | 78.9                                                              | 80.0                                                              | 80.3                                                              | 80.5                                                              | 84.0                                                              | 87.2                                                              | 90.7                                                              | 91.2                                                              | 84.9                                                              |
| ----------------------------------------------------------------- | ----------------------------------------------------------------- | ----------------------------------------------------------------- | ----------------------------------------------------------------- | ----------------------------------------------------------------- | ----------------------------------------------------------------- | ----------------------------------------------------------------- | ----------------------------------------------------------------- | ----------------------------------------------------------------- | ----------------------------------------------------------------- | ----------------------------------------------------------------- | ----------------------------------------------------------------- | ----------------------------------------------------------------- | ----------------------------------------------------------------- |
| Джерело: Королівський нідерландський інститут метеорології        |                                                                   |                                                                   |                                                                   |                                                                   |                                                                   |                                                                   |                                                                   |                                                                   |                                                                   |                                                                   |                                                                   |                                                                   |                                                                   |

## Галерея

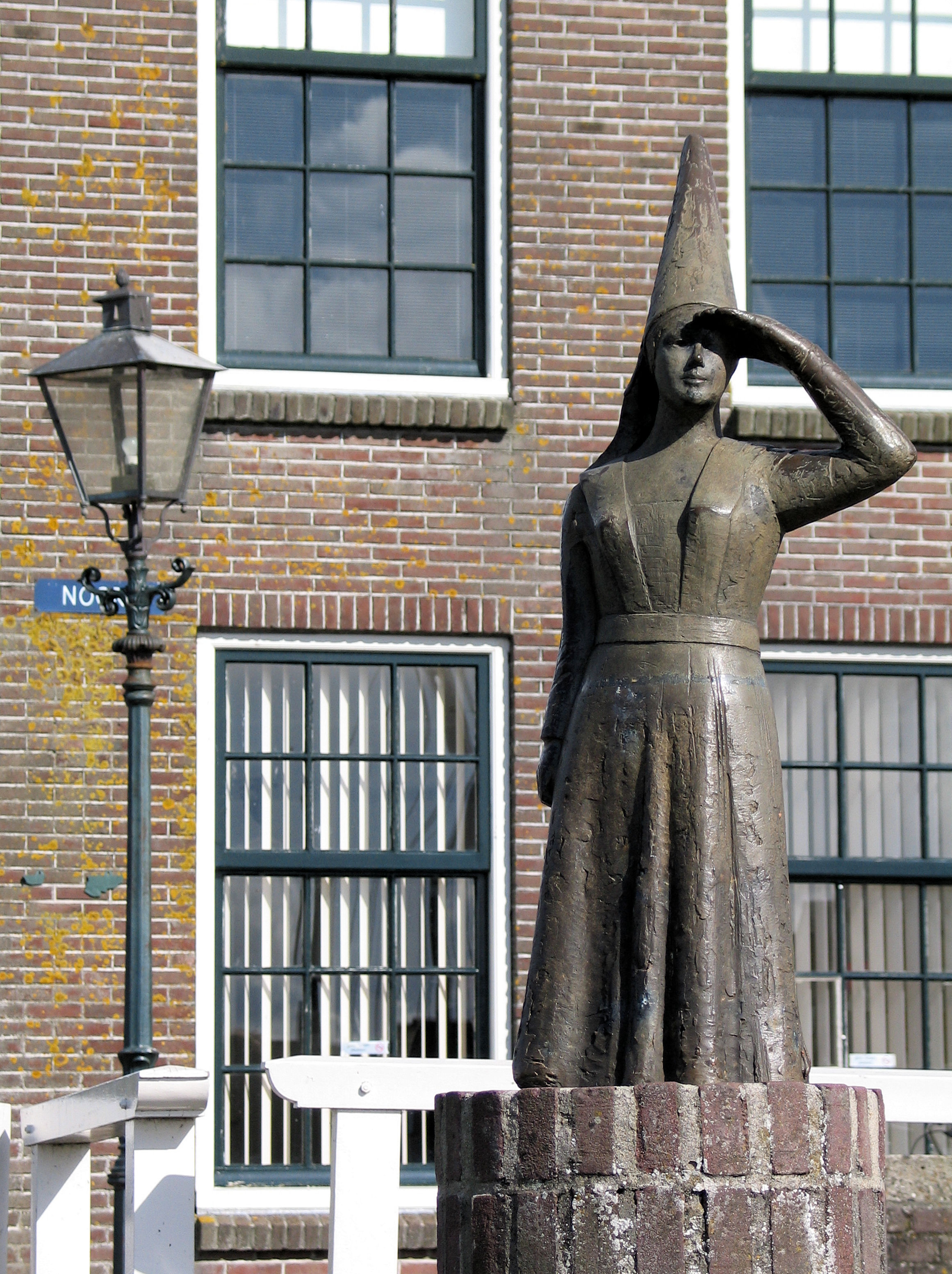
Статуя у місті